# Julio Ricardo (periodista)
Julio Ricardo López Batista (18 de agosto de 1933), más conocido como Julio Ricardo, es un periodista deportivo argentino de extensa trayectoria en radio y televisión.

## Trayectoria
Julio Ricardo es hijo del también periodista deportivo José López Pájaro, quien fundó el Círculo de Periodistas Deportivos de la Argentina.   
Se recibió de maestro de escuela y luego inició su carrera periodística en 1957 en la revista Noticias Gráficas; en 1958 debió exiliarse.
Fue comentarista de José María Muñoz y Víctor Hugo Morales, trabajando también en la emisora Radio Colonia.   
En televisión se desempeñó en los canales 9, 11, 13 y como interventor de ATC (la actual TV Pública) en 1990. Fue conductor de Noticiero deportivo, Fútbol por TV, Análisis deportivo, Todos los Goles, Deportes 13, Polémica en el fútbol, ATC Deportes, El programa del Mundial, Fútbol con Todos, El último mundial del Siglo y Los Grandes del Deporte.
En 1980 fue elegido como Gran Jurado de los Premios Konex repitiendo en la edición 1990. Como maestro tuvo un alumno famoso, el roquero Nito Mestre, quien lo considera su "padre postizo".
En 1985 trabajó en el filme Las barras bravas dirigido por Enrique Carreras.
En la década del 90 alternó como columnista deportivo y conductor del noticiero de ATC. Allí trabajo con periodistas como Raúl Urtizberea, Lia Salgado, Juan Carlos Pérez Loizeau, Juan Carlos Mareco, Félix Arnaldo, Enrique Alejandro Mancini, Marisa Caccia, Nicolás Kasanzew, Mario Socolinsky, Marisa Andino, Carlos "Pato" Méndez y Tico Rodríguez Paz.
De 1993 al 2002 fue el conductor de Tribuna caliente, creado por Gerardo Sofovich junto a Antonio Carrizo y Guillermo Nimo, para luego pasar a ser producido por Torneos y Competencias.
Entre 2005 y 2006 condujo el programa 3 en el fondo junto a Marcelo Araujo y Ernesto Cherquis Bialo, emitido por Canal 7. Fue nominado al Martín Fierro como mejor programa Deportivo en 2007.
En 2009 integró el equipo periodístico del programa Fútbol para todos por su labor como comentarista de los partidos de Primera División, se mantuvo hasta 2013.
En 2021 participó en la TVP del programa 70 por el aniversario de dicha señal.

## Salud personal
Tuvo cuatro intervenciones cardiovasculares mínimamente invasivas del tipo de angioplastia con stent a cargo de su amigo, el afamado cardiólogo intervencionista Luis de la Fuente, maestro de la especialidad en Argentina, quien es su amigo desde hace 45 años.

## Militancia política
El periodista deportivo es militante del Partido Justicialista. En el canal público trabajó durante en las presidencias de Carlos Menem, Néstor Kirchner y Cristina Fernández de Kirchner. En 2002 con el regreso del peronismo al gobierno después de la salida de la Alianza desembarcó en la radiofonía, se sumó al equipo de las transmisiones deportivas de Radio Nacional junto a Walter Saavedra y Héctor Drazer, permaneció hasta 2004. 
Esto dijo en una nota de Infobae en 2019: 

Julio Ricardo nunca ocultó su simpatía con el peronismo:
Sigo teniendo un compromiso personal con un mundo político y con un universo intelectual que a mí me importa, pero traté de no hacer ostentación de eso nunca. No sé si alguien dejó de trabajar conmigo porque pensaba distinto a mí, pero yo siempre respeté a los que opinaban diferente.
Julio Ricardo

## Premios
En noviembre de 2024 la Legislatura de la Ciudad Autónoma de Buenos Aires lo distinguió Personalidad Destacada de la Ciudad Autónoma de Buenos Aires en el ámbito del periodismo deportivo.